# Diamantiditurm
Der Diamantiditurm (auch Westliche Latemarspitze, Großer Latemarturm oder veraltet Latemar-Hauptturm, italienisch Torre Diamantidi oder Cimon del Latemar) ist mit 2842 m s.l.m. die höchste Erhebung des Latemarmassivs in den italienischen Dolomiten.

## Lage und Umgebung
Der Diamantiditurm liegt im Hauptkamm des Latemar, der hier die Grenze zwischen den autonomen Provinzen Südtirol im Norden und Trentino im Süden bildet. Er zählt zu den Östlichen Latemartürmen (Campanili del Latemar) zwischen der Diamantidirinne im Westen und der 2650 m hohen Großen Latemarscharte (Forcella Grande) im Osten. Nach Norden hin fällt der Berg in steilen, etwa 700 Meter hohen Felswänden zu den ausgedehnten Schutthalden der Rotlahn hin ab. An der deutlich flacheren Südseite überwiegen Schutt und Schrofengelände oberhalb des Valsorda, eines Seitentals des Fleimstals. Der Diamantiditurm besteht wie der gesamte Latemar aus deutlich geschichtetem Schlerndolomit, die ausgeprägten Rinnen und Schluchten seitlich des Berges sind großteils auf stark erodierende magmatische Ganggesteine zurückzuführen.

## Stützpunkte und Wege
Die Südflanke des Diamantiditurms wird auf etwa 2600 m von einem markierten Wanderweg und etwas höher vom Klettersteig Campanili del Latemar (Schwierigkeit B/C) gequert. Von dort aus ist der Gipfel des Berges unschwierig über Steigspuren zu erreichen.
Ausgangspunkte für diese Tour sind Obereggen, eine Fraktion der Gemeinde Deutschnofen, das Reiterjoch (1983 m), die Feriensiedlung Karersee in der Gemeinde Welschnofen oder der Karerpass (1745 m). Die einzige bewirtschaftete Schutzhütte in der Umgebung ist das Rifugio Torre di Pisa (auch Latemarhütte, 2671 m). Darüber hinaus stehen mit dem Bivacco Rigatti (2620 m) auf der Großen Latemarscharte und dem Bivacco Latemar A. Sieff (2365 m) südlich des Diamantiditurms zwei Biwakschachteln zur Verfügung.

## Geschichte
Der Diamantiditurm wurde von dem Augsburger Alpinisten Gustav Euringer erstbestiegen. Euringer hatte 1884 zuvor die 2800 m hohe Latemarspitze im Glauben bestiegen, diese sei die höchste Erhebung des Latemarmassivs. Nachdem er von dort aus seinen Irrtum erkannt hatte, beschloss er die Besteigung des Diamantiditurms, die ihm schließlich am 17. August 1885 mit dem Bergführer Giorgio Bernard von Obereggen aus über die Südflanke gelang. Am 15. Juli 1892 war Demeter Diamantidi, begleitet von den Führern Peter Krotter und Anton Dejori, der zweite am Gipfel des Berges. Im Gegensatz zu Euringer erreichte er den Gipfel jedoch von Norden über die steile vereiste Rinne westlich des Turmes, die seither als Diamantidikamin oder Diamantidirinne bekannt ist. In der Folge wurde der bis dahin als Latemar-Hauptturm bekannte Berg nach Diamantidi benannt.

## Weblinks

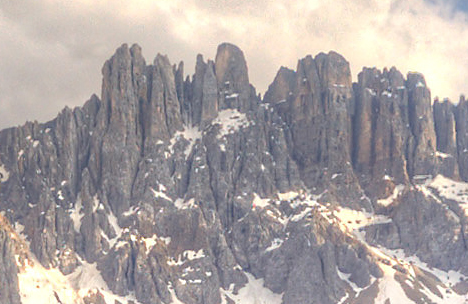
Die Latemartürme mit dem Diamantiditurm (Bildmitte) von Norden